# Christian Felix Bauer
Pour les articles homonymes, voir Christian Bauer (homonymie) et Bauer.
Christian Felix Bauer (en Russie : Rodion Christianowitsch Baur ; en russe : Родион Христианович Баур) est un général au service de la Russie, né dans le Holstein vers 1667 et mort vers 1717. 
Il combattit d’abord avec distinction dans les rangs de l’armée suédoise, puis passa en 1700 dans celle de Pierre le Grand, à qui il rendit les plus signalés services dans la guerre que ce prince soutint contre Charles XII. Il contribua à la prise de Marienbourg, s’empara de Mittau en 1705, et, l’année suivante, de concert avec Mentschikoff, vainquit les Suédois à Kalisch, en Pologne. A Pultava (1709), il commanda l’aile gauche de l’armée. Il apporta de grands perfectionnements à la cavalerie russe.